# Gornja vas, Šmarje pri Jelšah
Gornja vas este o localitate din comuna Šmarje pri Jelšah, Slovenia, cu o populație de 146 de locuitori.